# Религия в Техасе
В штате Техас в основном представлены следующие религии:
- Христианство
- Иудаизм
- Ислам

## Статистика
Согласно данным Американского религиозного опроса среди населения Техаса 80 % христиан (из них 32 % населения — католики), 2 % исповедуют другие религии, 12 % атеисты и 6 % не ответили на вопрос о религиозной принадлежности.

## Христианство
В Техасе представлены все три основные направления в христианстве:
- Протестантизм
- Католицизм
- Православие

Согласно данным Ассоциации статистиков американских религиозных организаций, в 2000 году в Техасе проживало 5 084 656 евангелических протестантов, 1 681 070 протестантов традиционных деноминаций, 4 368 969 католиков и 22 755 православных. C 1983 года в Техасе работает Юго-западный адвентистский университет.

### Протестантизм
В Техасе в основном представлены следующие протестантские деноминации:
- Баптизм
- Епископальная церковь США
- Методизм
- Церковь Христа

Самой многочисленной протестантской организацией в Техасе является Южная баптистская конвенция, насчитывающая 3 519 459 активных членов и 4 973 поместных церкви (2000). На территории Техаса существуют две баптистские организации уровня штата:
- Генеральная конвенция баптистов Техаса — насчитывает 5 700 поместных церквей
- Конвенция южных баптистов Техаса — насчитывает 2197 поместных церквей.

### Католицизм
Католицизм в штате Техас представляет собой часть всемирной Римско-католической церкви. Штат территориально поделён на две церковные провинции:
- Галвестон-Хьюстонская провинция
- Провинция Сан-Антонио

## Иудаизм
Большая часть евреев, около 128 тысяч человек, живут в Далласе или Хьюстоне. Испанский Техас не приветствовал легко опознаваемых евреев, но они в любом случае прибыли в штат. Евреи сражались в армиях Техасской революции 1836 года. Позже поселенцы внесли в 1860-х внесли вклад в строительство синагог и памятников. Первая синагога в Техасе Конгрегация Бет Исраэль из Хьюстона была основана в Хьюстоне в 1859 году как ортодоксальная конгрегация. Последующие годы сопровождались распространением иудаизма по всему Техасу.